# Basshunter
Jonas Erik Altberg, més conegut pel nom artístic de Basshunter (pronunciat: / bæshʌntər /), (Halmstad, Suècia, 22 de desembre de 1984) és un cantant, productor musical i punxadiscos suec.
Basshunter classifica la seva pròpia música com a eurodance però també és classificada per altres persones com a hard dance. Altberg explica que realitza la música al seu ordinador utilitzant el programa Fruity Loops. L'any 2001 va començar a fer la seva pròpia música. El seu primer i poc conegut àlbum The Bassmachine el va llançar el 2004 a la seva pròpia pàgina web. Altberg va ser diagnosticat amb la síndrome de Tourette.

## Discografia

### Àlbums d'estudi
- The Bassmachine (2004)
- LOL <(^^,)> (2006)
- Now You're Gone - The Album (2008)
- Bass Generation (2009)
- Calling Time (2013)

### Recopilatoris
- The Old Shit (2006)
- The Early Bedroom Sessions (2012)

### Senzills
- «The Big Show» (2004)
- «Welcome to Rainbow» (2006)
- «Boten Anna» (2006)
- «Vi sitter i Ventrilo och spelar DotA» (2006)
- «Jingle Bells» (2006)
- «Vifta med händerna» (2006)
- «Now You're Gone» (2007)
- «Please Don't Go» (2008)
- «All I Ever Wanted» (2008)
- «Angel in the Night» (2008)
- «Russia Privjet (Hardlanger Remix)» (2008)
- «I Miss You» (2008)
- «Walk on Water» (2009)
- «Al final» (2009)
- «Every Morning» (2009)
- «I Promised Myself» (2009)
- «Saturday» (2010)
- «Fest i hela huset» (2011)
- «Northern Light» (2012)
- «Dream on the Dancefloor» (2012)
- «Crash & Burn» (2013)
- «Calling Time» (2013)
- «Elinor» (2013)
- «Masterpiece» (2018)
- «Home» (2019)
- «Angels Ain't Listening» (2020)
- «Life Speaks to Me» (2021)
- «End the Lies» (& Alien Cut) (2022)
- «Ingen kan slå (Boten Anna)» (Victor Leksell) (2023)